# هان جينغ
هان جينغ (بالصينية: 韓晶) هي مجدفة صينية، ولدت في 13 يوليو 1975.

## وصلات خارجية
- هان جينغ على موقع الاتحاد الدولي للتجديف (الإنجليزية)
- هان جينغ على موقع أوليمبيديا (الإنجليزية)